# 콜린 워드
콜린 워드(Colin Ward, 1924년 8월 14일 ~ 2010년 2월 11일)는 영국의 아나키즘 작가, 건축가이다.

## 생애
워드는 에식스주의 원스티드(Wanstead)에서 태어났다. 제2차 세계 대전 때 영국군으로 참전했다. 그는 1947년부터 1960년까지 영국 아나키즘 신문, 《프리덤》(Freedom)의 편집자로 활동하고, 1961년부터 1970년까지 자유주의 성향의 월간 잡지, 《아나키》(Anarchy)의 설립자, 편집자로 활동했다.
1952년부터 1961년까지 워드는 건축가 일도 했다. 1971년 그는 〈지역 계획 협회〉(Town and Country Planning Association)의 교육 직원이 되었다. 그는 교육, 건축, 마을 계획 등 폭넓은 주제로 출판을 했다. 그의 가장 영향력 있는 책은 아이들의 길거리 문화를 다룬 《도시의 아이》(The Child In The City, 1978)였다. 1995-6년도에 워드는 런던 정치경제대학교에서 사회 정책과 주택 분야의 센테니얼(Centennial) 교수가 되었다. 2001년에 워드는 앵글리아 러스킨 대학교(Anglia Ruskin University)에서 철학 명예 박사 학위를 받았다.

## 주택, 토지 문제
그의 저서 대부분은 주택, 인구 과잉, 계획 규제 문제 등을 다루면서 아나키즘적 대안을 제시한다. 그는 월터 세갈(Walter Segal)의 '스스로 집 짓기' 운동에 감명을 받은 바있다. 그는 이것으로 집 없는 사람들에게 기회를 줄 수 있다고 보았다. 그는 《오두막집 거주자와 무단 거주자》(Cotters and Squatters)라는 책에서 웨일스의 전통 주거 방식으로 공유지에 세운 '하룻밤 집'(Tŷ unnos)을 소개하며 대안을 모색했다. 그는 과거의 아나키스트, 표트르 크로폿킨에게도 영향을 받았다. 크로폿킨은 19세기 말 서리(Surrey)와 서식스(Sussex)의 텅 비고 풀이 무성한 광경을 둘러보며 "오두막집, 과수원은 버려졌고, 사람들은 떠나갔다"고 썼다. 워드는 현재도 누군가는 땅이 넘치지만 누군가는 집을 지을 땅도 없다는 것을 지적했다. 그는 행정구마다 사람들에게 집 지을 곳을 주고 엉성해 보이는 주거용 구조물도 건축물로 인정하는 대안을 제시했다.

## 저서
- 《아나키즘, 대안의 상상력》 김정아 옮김, 돌베개, 2004